# Natalia Sadova
Natalia Sadova (Nizhni Nóvgorod, Rusia, 15 de julio de 1972) es una atleta rusa, especialista en la prueba de lanzamiento de disco, en la que ha logrado ser campeona olímpica en 2004.

## Carrera deportiva
En el Campeonato Europeo de Atletismo de 2002 ganó la plata en lanzamiento de disco, llegando hasta los 64.12 metros, tras la griega Ekaterini Voggoli y por delante de otra atleta griega Anastasia Kelesidou.
En las Olimpiadas de Atenas 2004 ganó la medalla de oro en lanzamiento de disco alcanzando los 67.02 metros, quedando por delante de la griega Anastasia Kelesidou (plata con 66.68 metros) y la checa Věra Pospíšilová-Cechlová (bronce con 66.08 metros).
Asimismo ha ganado la plata en las Olimpiadas de Atlanta 1996, plata en el mundial de Helsinki 2005 y bronce en el mundial de Atenas 1997.